# Siódma pieczęć (album)
Siódma Pieczęć – album zespołu Republika nagrany i wydany w 1993 roku.
Nagrań dokonano w „Studio G.C.” w sierpniu 1993. Aranżacja – REPUBLIKA. Produkcja nagrań – Grzegorz Ciechowski i Leszek Kamiński. Producent – „Studio G.C.”. Rejestracje efektów dźwiękowych (Tatry, Bagna Biebrzańskie): Grzegorz Ciechowski i Jerzy Tolak. Realizacja nagrań – Leszek Kamiński. Kierownictwo produkcji, manager – Jerzy Tolak.
Album został zremasterowany w 2002 oraz uzupełniony dodatkowymi, nieopublikowanymi wcześniej, utworami: „Betlejem jest wszędzie” (1993) i „Tu jestem w niebie” (wersja akustyczna, live, 1994).

## Lista utworów
1. „Próba” (muz. L. Biolik, G. Ciechowski, Sł. Ciesielski, Z. Krzywański. sł. G. Ciechowski) – 0:44
2. „Nostradamus” (muz. L. Biolik, G. Ciechowski, Sł. Ciesielski, Z. Krzywański. sł. G. Ciechowski) – 2:56
3. „Prośba do następcy” (muz. L. Biolik, G. Ciechowski, Sł. Ciesielski, Z. Krzywański. sł. G. Ciechowski) – 4:38
4. „W ogrodzie Luizy” (muz. L. Biolik, G. Ciechowski, Sł. Ciesielski, Z. Krzywański. sł. Ciechowski) – 4:04
5. „Podróż do Indii” (muz. L. Biolik, G. Ciechowski, Sł. Ciesielski, Z. Krzywański. sł. G. Ciechowski) – 4:17
6. „Amen” (muz. L. Biolik, G. Ciechowski, Sł. Ciesielski, Z. Krzywański. sł. G. Ciechowski) – 5:19
7. „Reinkarnacje” (muz. L. Biolik, G. Ciechowski, Sł. Ciesielski, Z. Krzywański. sł. G. Ciechowski) – 5:56
8. „Nasza pornografia” (muz. L. Biolik, G. Ciechowski, Sł. Ciesielski, Z. Krzywański. sł. G. Ciechowski) – 4:19
9. „Tu jestem w niebie” (muz. L. Biolik, G. Ciechowski, Sł. Ciesielski, Z. Krzywański. sł. G. Ciechowski) – 3:51
10. „Siódma pieczęć” (muz. L. Biolik, G. Ciechowski, Sł. Ciesielski, Z. Krzywański. sł. G. Ciechowski) – 3:52
11. „Stojąc w kolejce” (muz. L. Biolik, G. Ciechowski, Sł. Ciesielski, Z. Krzywański. sł. G. Ciechowski) – 3:29[a]
12. „Przeklinam Cię za to” (muz. L. Biolik, G. Ciechowski, Sł. Ciesielski, Z. Krzywański. sł. G. Ciechowski) – 5:21

bonus Pomaton EMI 2002
1. „Tu jestem w niebie (live)” (muz. L. Biolik, G. Ciechowski, Sł. Ciesielski, Z. Krzywański. sł. G. Ciechowski)
2. „Betlejem jest wszędzie” (muz. i sł. G. Ciechowski)

## Skład
- Grzegorz Ciechowski – fortepian, organy Hammond, fender rhodes, flet, śpiew
- Zbigniew Krzywański – gitara elektryczna i akustyczna, harmonijka ustana, śpiew
- Sławomir Ciesielski – perkusja, śpiew
- Leszek Biolik – gitara basowa, gitara akustyczna, instrumenty perkusyjne, śpiew